# Protoerigone obtusa
Protoerigone obtusa är en spindelart som beskrevs av A. David Blest 1979. Protoerigone obtusa ingår i släktet Protoerigone och familjen täckvävarspindlar. Inga underarter finns listade i Catalogue of Life.